# アフリカン・ハーブマン
『アフリカン・ハーブスマン』（African Herbsman）は、ボブ・マーリー&ザ・ウェイラーズのアルバムである。1973年にトロジャン・レコーズからリリースされ、同年4月にアイランド・レコーズが同バンドの『キャッチ・ア・ファイア』をリリースした直後、半ば便乗する形で発売された。
ザ・ウェイラーズがプロデューサーのリー・スクラッチ・ペリーと共に制作した、同バンドが世界中で認知される直前の1969年から1970年までの楽曲と1971年のセルフプロデュースによる曲が集められており、スクラッチがウェイラーズに内緒でトロジャンに売却していた音源をまとめたものの内の一枚。1971年のアルバム『ソウル・レボリューション』からジ・アップセッターズのインスト曲"メンフィス"を削除し、"400イヤーズ"、"スモール・アクス"、メドレーの"オール・イン・ワン"、"ライブリー・アップ・ユアセルフ"、"トレンチタウン・ロック"の5曲を追加した全16曲。うち"トレンチタウン・ロック"と"ライブリー・アップ・ユアセルフ"の2曲はウェイラーズ自身のセルフプロデュースで、どちらもジャマイカ国内でヒットしている。
また、アルバム内の数曲は後にアイランドから出たアルバムでも再演されており、"ライブリー・アップ・ユアセルフ"（アルバム『ナッティ・ドレッド』）や"カヤ"と"サン・イズ・シャイニング"（アルバム『カヤ』）などがその例である。

## 曲リスト

### A面
1. "Lively Up Yourself" – 2:55
2. "Small Axe" – 4:00
3. "Duppy Conqueror" – 3:04 (EDIT VERSION?)
4. "Trenchtown Rock" – 3:01
5. "African Herbsman" – 2:26
6. "Keep On Moving" – 3:08
7. "Fussing And Fighting" – 2:30
8. "Stand Alone" – 2:10

### B面
1. "All In One" – 3:38
  1. "Bend Down Low"
  2. "Nice Time"
  3. "One Love"
  4. "Simmer Down"
  5. "It Hurts To Be Alone"
  6. "Lonesome Feelings"
  7. "Love And Affection (Marley, Livingstone)"
  8. "Put It On"
  9. "Duppy Conqueror"
2. "Don’t Rock The Boat" – 4:38
3. "Put It On" – 3:11
4. "Sun Is Shining" – 2:13
5. "Kaya" – 2:41
6. "Riding High" – 2:48
7. "Brain Washing" – 2:42
8. "400 Years" – 2:32

### CDボーナストラック
1. "Memphis" - The Upsetters
2. "Live (Lively Up Yourself Version)" - Tommy McCook
3. "More Axe" - Bob Marley
4. "The Axe Man (Small Axe Version)" - The Upsetters
5. "Zig Zag (Duppy Conqueror Version)" - The Upsetters
6. "Grooving Kingston 12 (Trench Town Rock Version)" - Bob Marley
7. "Moving Version" - Big Youth
8. "Keep On Skanking" - Bob Marley
9. "Copasetic (All In One Version)" - The Upsetters
10. "Kaya Version 2" - Bob Marley